# Liste der Biografien/Hr
Liste der Biografien |
Portal Biografien |
Personensuche
# |
A |
B |
C |
D |
E |
F |
G |
H |
I |
J |
K |
L |
M |
N |
O |
P |
Q |
R |
S |
T |
U |
V |
W |
X |
Y |
Z |
?
 
Ha |
Hd |
He |
Hi |
Hj |
Hk |
Hl |
Hm |
Hn |
Ho |
Hr |
Hs |
Ht |
Hu |
Hv |
Hw |
Hy
Die Liste der Biografien führt alle Personen auf, die in der deutschsprachigen Wikipedia einen Artikel haben. Dieses ist eine Teilliste mit 345 Einträgen von Personen, deren Namen mit den Buchstaben „Hr“ beginnt.

## Hr

### Hra
- Hrabak, Dietrich Adolf (1914–1995), deutscher Offizier, zuletzt Generalmajor der Luftwaffe
- Hrabal, Arnošt (1886–1969), tschechischer Künstler und römisch-katholischer Priester
- Hrabal, Bohumil (1914–1997), tschechischer Schriftsteller
- Hrabal, Josef (* 1985), tschechischer Eishockeyspieler
- Hrabal, Milan (* 1954), tschechischer Autor
- Hrabalová, Kristýna (* 1996), tschechische Tennisspielerin
- Hrabanek, Franz (1831–1870), österreichischer Opernsänger (Bariton)
- Hrabanus Maurus († 856), Erzbischof von Mainz und Leiter der dortigen Klosterschule; Abt von Fulda; Verfasser zweier lateinischsprachiger Enzyklopädien, zahlreicher Bibelkommentare, Traktate, Lehrschriften und GedichteHrabanus Maurus († 856)

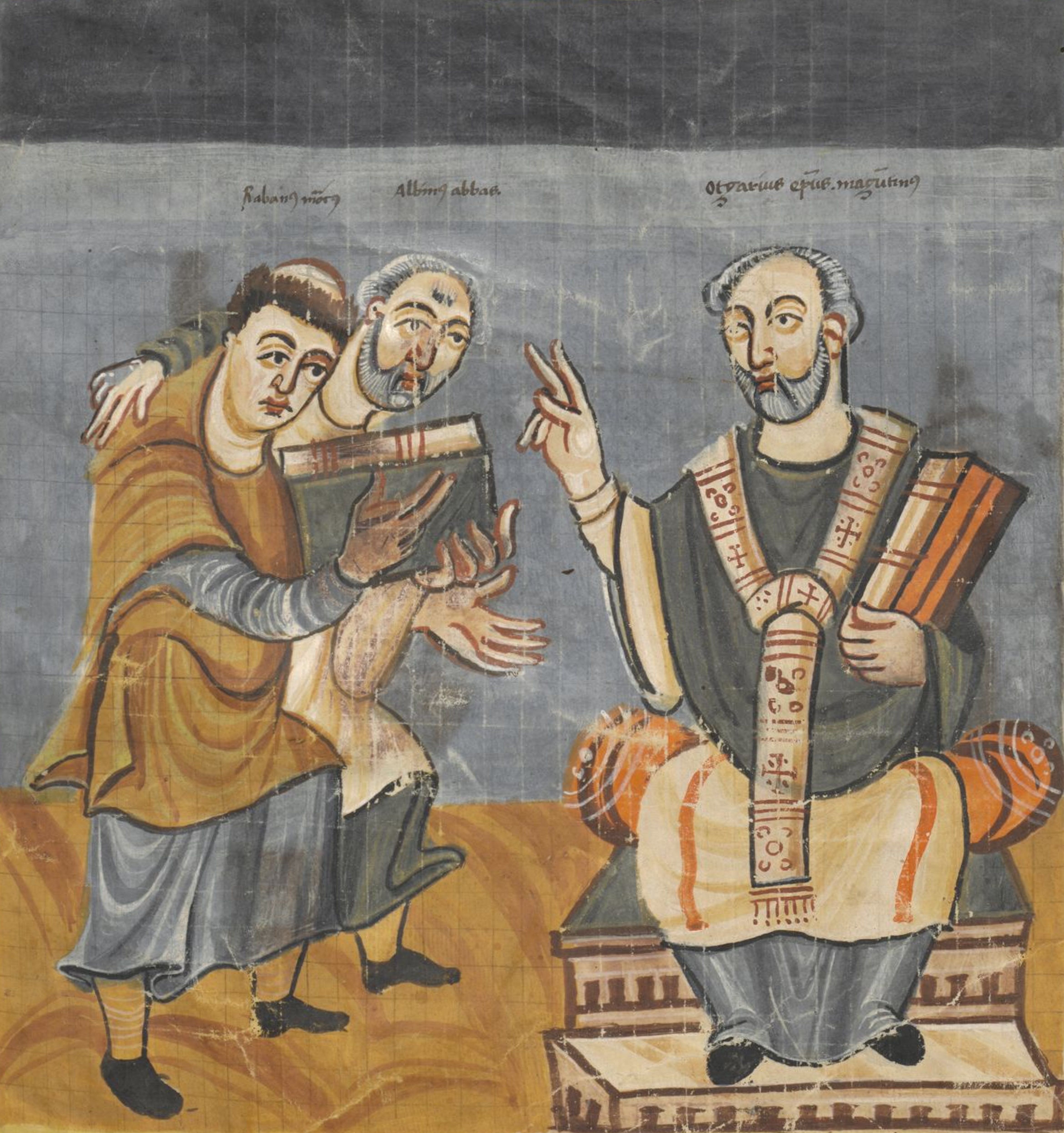
Hrabanus Maurus († 856)

- Hrabar, Vit (* 2006), slowenischer Basketballspieler
- Hrabarenka, Maksim (* 1998), belarussischer Sprinter
- Hrabarenka, Raman (* 1992), belarussischer Eishockeyspieler
- Hrabawez, Uljana (* 2008), bulgarische Tennisspielerin
- Hrabě de Angelis, Martin (* 1964), deutscher Genetiker
- Hrabě, Josef (1816–1870), tschechischer Kontrabassist
- Hrabě, Václav (1940–1965), tschechischer Dichter
- Hrabjantschuk, Tazzjana (* 1962), belarussische Mittelstreckenläuferin
- Hrabouski, Michail (* 1984), belarussischer Eishockeyspieler
- Hrabowskyj, Pawlo (1864–1902), ukrainischer Dichter, Essayist, Übersetzer, Publizist und Politiker
- Hraby, Rudolf (1872–1934), deutsch-tschechischer Bühnenmaler und Bühnenbildner
- Hráček, Zbyněk (* 1970), tschechischer Schachmeister
- Hrach, Dora (1889–1960), österreichische Balletttänzerin und Schauspielerin beim Stummfilm
- Hrach, Ferdinand (1862–1946), österreichischer Architekt
- Hrachová, Marie (* 1963), tschechische Tischtennisspielerin
- Hrachovec, Herbert (* 1947), österreichischer Philosoph
- Hradecká, Lucie (* 1985), tschechische Tennisspielerin
- Hradecký, Ambrož († 1439), tschechischer Priester, Anführer der Hussiten
- Hrádecký, Lukáš (* 1989), finnischer FußballtorhüterLukáš Hrádecký (* 1989)

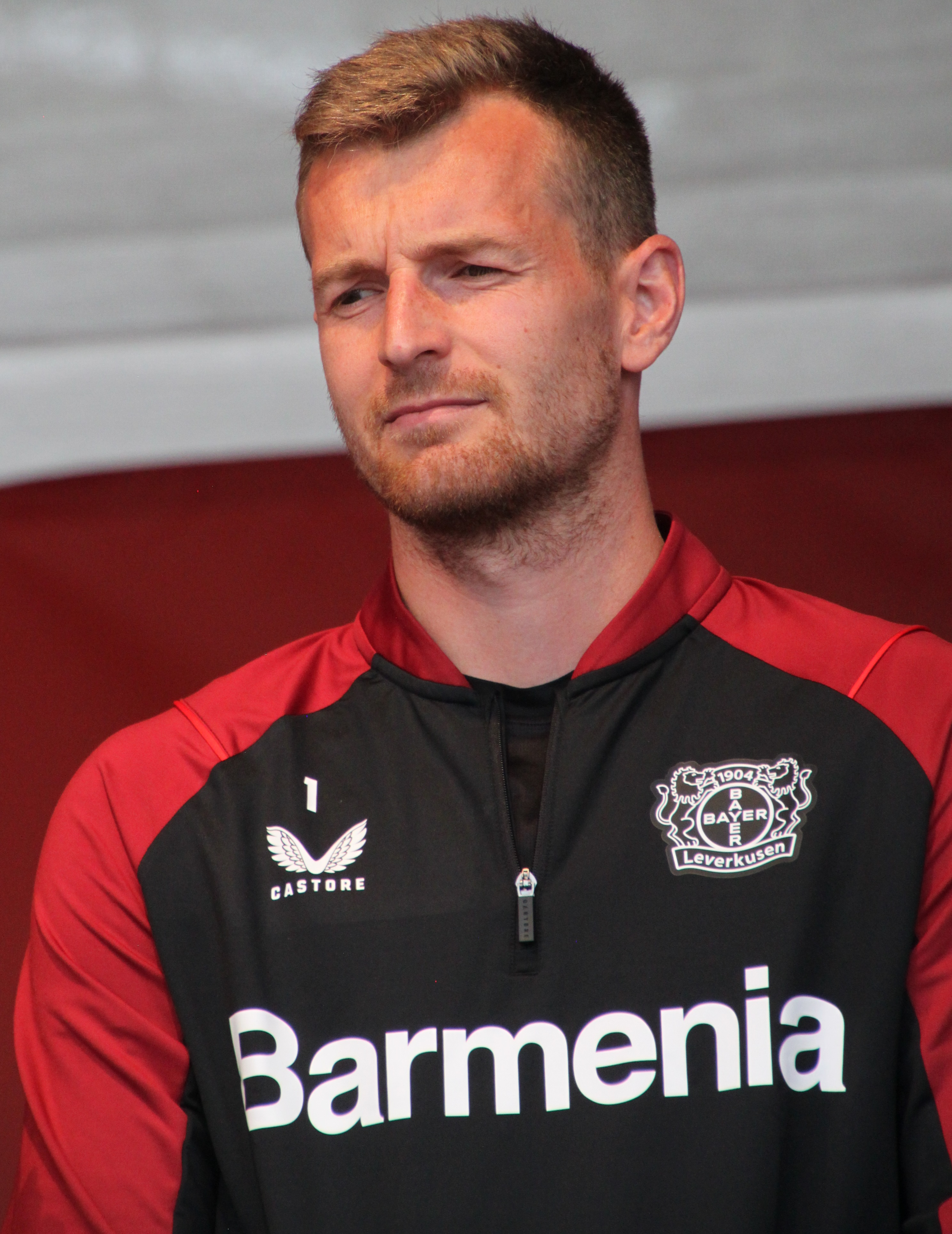
Lukáš Hrádecký (* 1989)

- Hradecký, Petr (* 1985), tschechischer Biathlet
- Hradecky, Simon (* 1962), österreichischer Software-Entwickler, Flugsicherheitsexperte
- Hradecký, Václav (1867–1940), tschechischer akademischer Maler
- Hradecsni, Bettina (* 1961), österreichische Politikerin (Grüne), Abgeordneter zum Nationalrat
- Hradetzky, Gerhard (* 1944), österreichischer Orgelbauer
- Hradetzky, Gregor (1909–1984), österreichischer Kanute und Orgelbauer
- Hradetzky, Gregor Franz (1880–1942), österreichischer Orgelbauer
- Hradil, Gerhard (* 1928), österreichischer römisch-katholischer Geistlicher und Theologe; Zisterzienser; Abt des Stiftes HeiligenkreuzGerhard Hradil (* 1928)

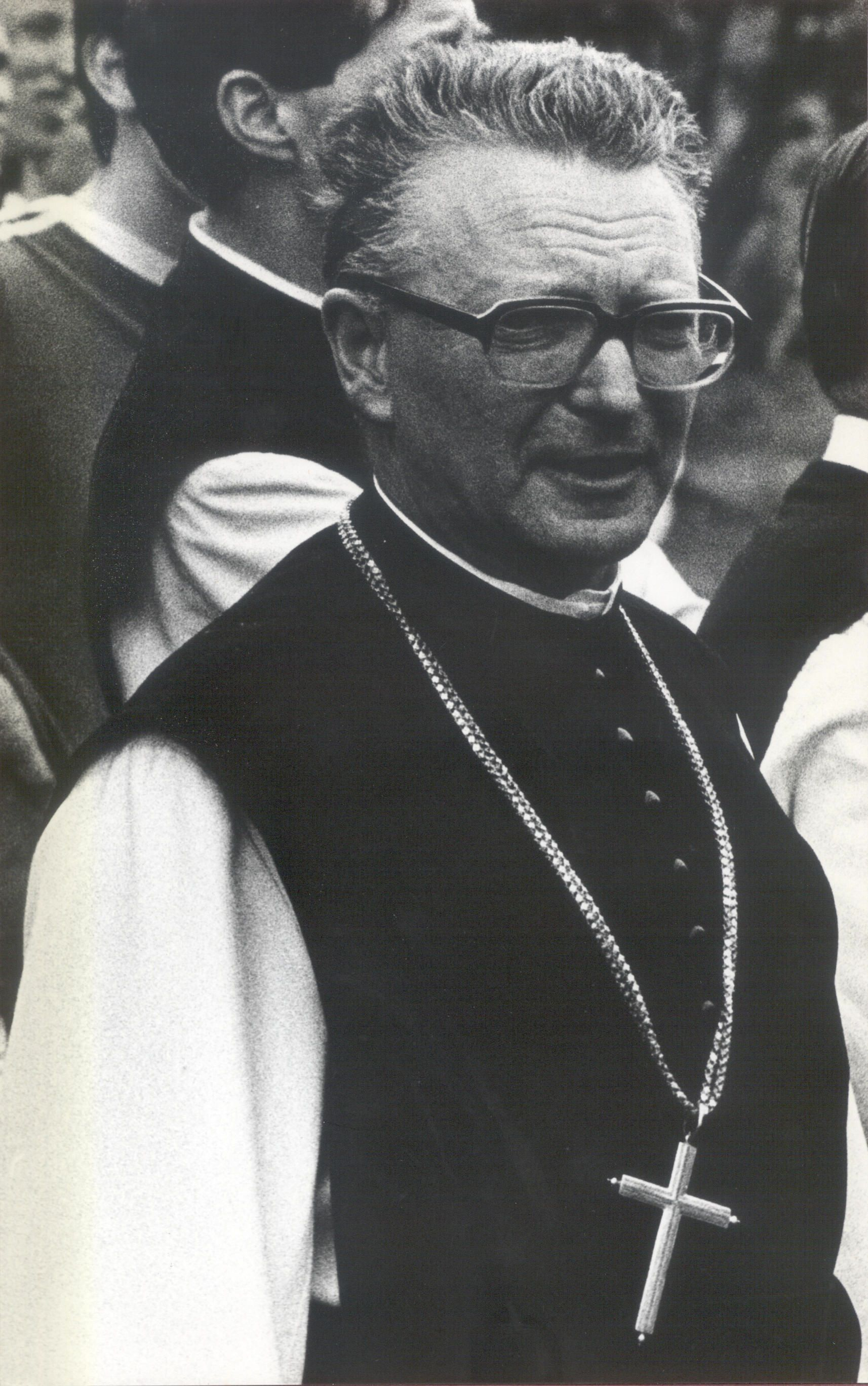
Gerhard Hradil (* 1928)

- Hradil, Rudolf (1925–2007), österreichischer Maler
- Hradil, Stefan (* 1946), deutscher Soziologe
- Hradilek, Vavřinec (* 1987), tschechischer Kanute
- Hradilová, Jolana (* 2004), tschechische Nordische Kombiniererin
- Hrafn Gunnlaugsson (* 1948), isländischer Filmemacher
- Hrafnhildur Arnardóttir (* 1969), isländische Künstlerin
- Hrafnhildur Hanna Þrastardóttir (* 1995), isländische Handballspielerin
- Hrafnhildur Lúthersdóttir (* 1991), isländische Schwimmerin
- Hrafnsson, Stefán (* 1983), schwedisch-isländischer Eishockeyspieler
- Hramyka, Tazzjana (* 1986), belarussische Gewichtheberin
- Hranáč, Robin (* 2000), tschechischer Fußballspieler
- Hranić, Djuro (* 1961), kroatischer Geistlicher und römisch-katholischer Erzbischof
- Hranilović, Ilija (1850–1889), Bischof von Križevci
- Hranilović, Janko (* 1979), kroatischer Badmintonspieler
- Hranilović, Jovan (1855–1924), jugoslawischer Schriftsteller
- Hranov, Rumen (* 1944), Schweizer Investor
- Hrášek, Alois (* 1906), tschechoslowakischer Schwimmer
- Hrasky, Christiane (* 1970), deutsche Kirchenmusikerin und Chorleiterin
- Hrašnová, Martina (* 1983), slowakische Hammerwerferin
- Hrastelj, Stanka (* 1975), slowenische Dichterin und Schriftstellerin
- Hrastnik, Monika (* 1994), slowenische Mountainbikerin
- Hratschow, Dmytro (* 1983), ukrainischer Bogenschütze
- Hratschow, Wiktor (* 1956), sowjetisch-ukrainischer Fußballspieler
- Hrauda, Carl Friedrich (1881–1945), anglikanischer Priester
- Hrawi, Élias (1926–2006), libanesischer Politiker; Staatspräsident (1989–1998)
- Hrazdil, Leopold (1923–2003), österreichischer Politiker (SPÖ); Bürgermeister von Villach
- Hrazdíra, Michal (* 1977), tschechischer Radrennfahrer
- Hrazdíra, Miloš (1945–1990), tschechoslowakischer Radrennfahrer

### Hrb
- Hrbáček, Karel (* 1944), tschechischer Mathematiker
- Hrbáňová, Ella (* 2004), slowakische Skirennfahrerin
- Hrbatý, Dominik (* 1978), slowakischer Tennisspieler
- Hrbatý, Jan (1942–2019), tschechoslowakischer Eishockeyspieler
- Hrbek, Emanuel (1897–1975), tschechoslowakischer Maler, Grafik-Designer und Hochschullehrer
- Hrbek, Petr (* 1969), tschechischer Eishockeyspieler
- Hrbek, Rudolf (* 1938), deutscher Politikwissenschaftler
- Hrbková, Michaela (* 1987), tschechische Handballspielerin

### Hrd
- Hrda, Luisa (* 1999), deutsche Tennisspielerin
- Hrdina, Jan (* 1976), tschechischer Eishockeyspieler
- Hrdina, Jiří (* 1958), tschechischer Eishockeyspieler
- Hrdina, Josef (1882–1914), österreichischer Schachspieler
- Hrdina, Lisa (* 1989), deutsche Schauspielerin
- Hrdinková, Denise (* 2003), tschechische Tennisspielerin
- Hrdinová, Eva (* 1984), tschechische Tennisspielerin
- Hrdlička, Aleš (1869–1943), böhmisch-US-amerikanischer Anthropologe
- Hrdlicka, Alfred (1928–2009), österreichischer Bildhauer, Zeichner, Maler und GrafikerAlfred Hrdlicka (1928–2009)

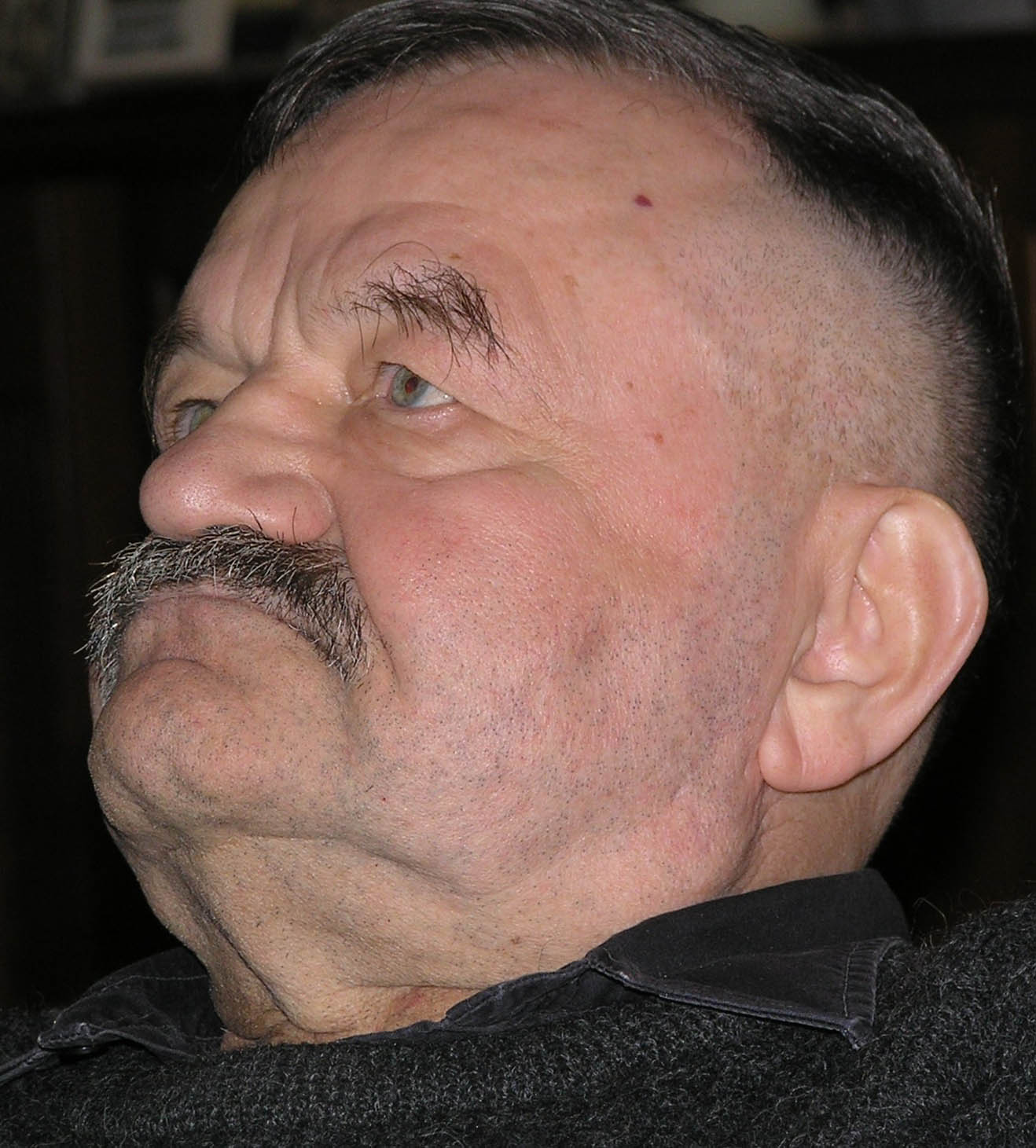
Alfred Hrdlicka (1928–2009)

- Hrdlička, Jiří (* 1973), tschechischer Radballspieler
- Hrdlička, Josef (* 1942), tschechischer römisch-katholischer Geistlicher, emeritierter Weihbischof in Olmütz
- Hrdlicka, Karl (1908–1989), österreichischer Politiker (SPÖ), Landtagsabgeordneter
- Hrdlička, Litschie (* 1955), deutscher Bassist und Komponist
- Hrdlička, Pavel (* 1973), tschechischer Filmeditor und Musiker
- Hrdlička, Petr (* 1967), tschechischer Sportschütze
- Hrdlička, Tomáš (* 1982), tschechischer Fußballspieler
- Hrdliczka, Ferdinand (1860–1942), österreichischer Chemiker und Foto-Industrieller
- Hrdliczka, Max (1865–1958), österreichischer Holzindustrieller und k.u.k. Forstrat

### Hre
- Hre Kung, Lucius (* 1959), myanmarischer Geistlicher, römisch-katholischer Bischof von Hakha
- Hrebacka, Ludwig (1900–1966), österreichischer Politiker (SPÖ), Landtagsabgeordneter
- Hřebec, Jiří (* 1950), tschechischer Tennisspieler
- Hrebec, Laura (* 1977), Schweizer Triathletin
- Hřebejk, Jan (* 1967), tschechischer Regisseur und Drehbuchautor
- Hřebejk, Štěpán (* 1982), tschechischer Eishockeyspieler
- Hrebeljanović, Lazar († 1389), Fürst SerbiensLazar Hrebeljanović († 1389)

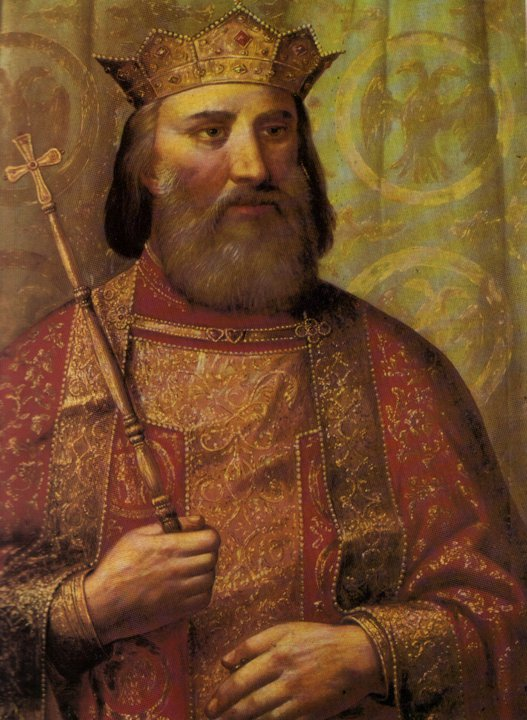
Lazar Hrebeljanović († 1389)

- Hrebeljanović, Milica († 1405), Regentin von Serbien, Fürstin
- Hrebenjuk, Witalij (* 2001), ukrainischer Nordischer Kombinierer
- Hřebíček, Luděk (1934–2015), tschechischer Orientalist
- Hřebík, Jaroslav (* 1948), tschechischer Fußballspieler und -trainer
- Hrebinetska, Maria (1883–1972), ukrainisch-amerikanische Sängerin und Musikpädagogin
- Hrebinka, Jewhen (1812–1848), ukrainischer Übersetzer, Pädagoge und Schriftsteller
- Hrehuss, Adalbert (* 1906), rumänischer Fußballspieler
- Hreiðar Guðmundsson (* 1980), isländischer Handballtorwart
- Hreinn Benediktsson (1928–2005), isländischer Sprachwissenschaftler und Hochschullehrer
- Hreinn Friðfinnsson (1943–2024), isländischer Künstler
- Hreinn Halldórsson (* 1949), isländischer Kugelstoßer
- Hrekow, Oleksandr (1875–1958), ukrainischer General
- Hrekow, Walentyn (* 1976), ukrainischer Judoka
- Hrelja († 1342), serbischer Heerführer und quasi-unabhängiger Feudalherr in Ostmakedonien und Rila
- Hrelja, Max (* 1998), schwedischer Hürdenläufer
- Hreljac, Ryan (* 1991), kanadischer Menschenrechtler, Wasseraktivist und Politikwissenschaftler
- Hreniuk, Florian (* 1997), österreichischer Floorballspieler
- Hrennikoff, Alexander (1896–1984), russisch-kanadischer Bauingenieur
- Hrepevnik, Snežana (1948–1981), jugoslawische Leichtathletin
- Hreščak, Ivana (* 2000), slowenische Schachspielerin
- Hretschucha, Mychajlo (1902–1976), ukrainisch-sowjetischer Politiker und Vorsitzender des Obersten Sowjets der Ukrainischen Sozialistischen Sowjetrepublik (1939–1954)
- Hretschyn, Serhij (* 1979), ukrainischer Straßenradrennfahrer
- Hreus, Michal (* 1973), deutsch-slowakischer Eishockeyspieler
- Hrezi, Mohamed (* 1991), libyscher Langstreckenläufer

### Hrg
- Hrgota, Branimir (* 1993), schwedischer Fußballspieler
- Hrgota, Robert (* 1988), slowenischer Skispringer
- Hrgović, Filip (* 1992), kroatischer BoxerFilip Hrgović (* 1992)

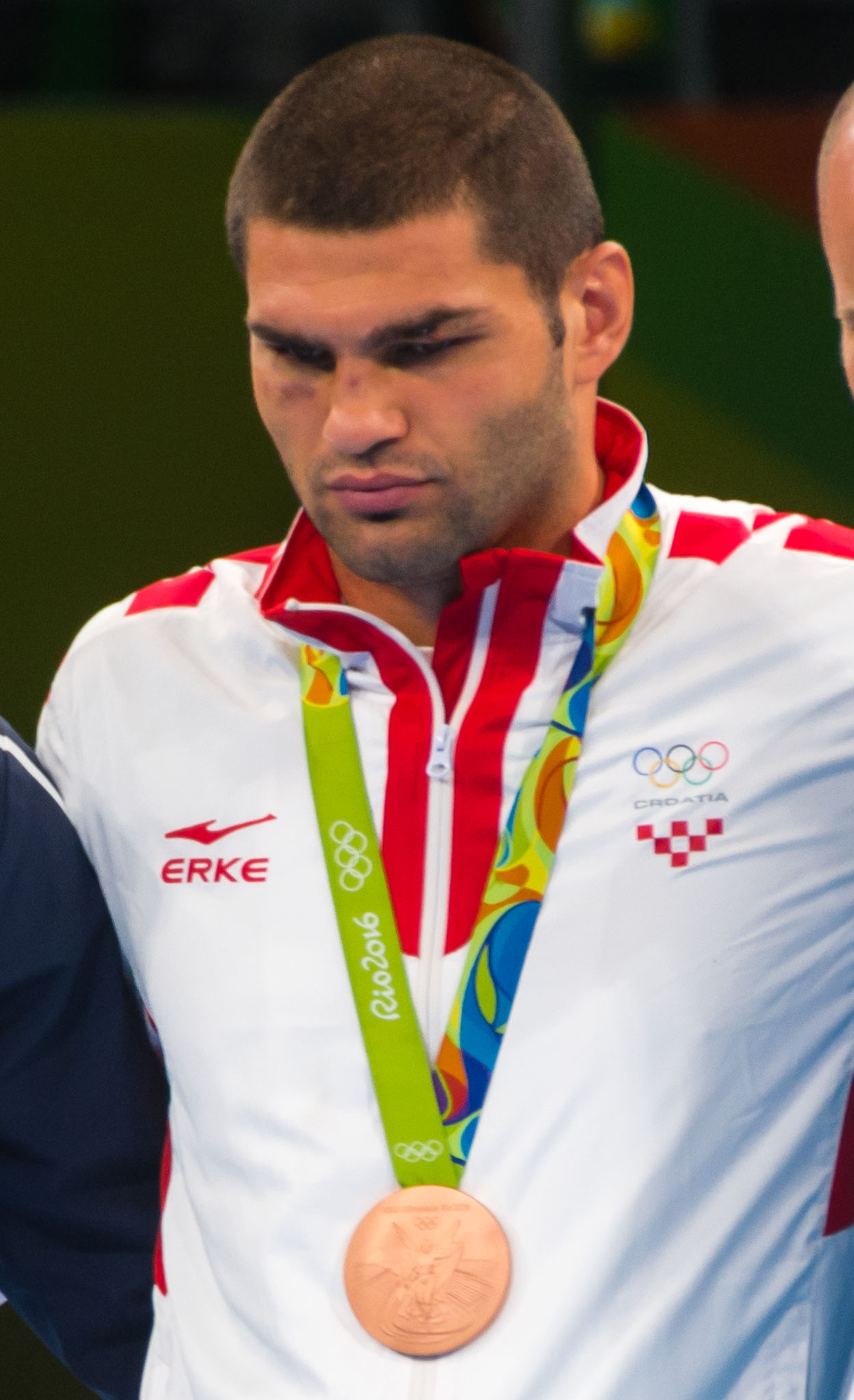
Filip Hrgović (* 1992)

- Hrgović, Mirko (* 1979), kroatisch-bosnisch-herzegowinischer Fußballspieler

### Hri
- Hřib, Zdeněk (* 1981), tschechischer Politiker (Česká pirátská strana), Oberbürgermeister von Prag
- Hribar, Boštjan (* 1977), slowenischer Handballspieler
- Hribar, Ivan (1851–1941), slowenischer Publizist, Bankier und Politiker
- Hribar, Wilfriede (* 1944), österreichische Politikerin, Landtagsabgeordnete von Tirol
- Hric, Peter (1965–2025), slowakischer Radrennfahrer
- Hrica, Milan (* 1944), tschechoslowakischer Fußballspieler
- Hrich, Eugen (1891–1971), deutscher Tontechniker und Kameramann
- Hrich, Walter (1907–1974), deutscher Kameramann
- Hřídel, Martin (* 1968), tschechischer Fußballspieler und -trainer
- Hridoy, Towhid (* 2000), bangladeschischer Cricketspieler
- Hřímalý, Jan (1844–1915), tschechischer Geiger und Musikpädagoge
- Hřímalý, Otakar (1883–1945), tschechischer Komponist
- Hřímalý, Vojtěch (1842–1908), tschechischer Komponist, Dirigent und Geiger
- Hriňák, Milan (* 1985), slowakischer Volleyballspieler
- Hrintschenko, Anastassija (1884–1908), ukrainische Schriftstellerin
- Hrintschenko, Borys (1863–1910), ukrainischer Schriftsteller, Sprachwissenschaftler und Ethnograph
- Hrintschenko, Marija (1863–1928), ukrainische Lehrerin und Übersetzerin
- Hripsime, christliche Jungfrau und Märtyrin
- Hrisantos (1889–1920), türkischer Bandenchef und Schwerkrimineller
- Hriscu, Paula (* 1993), rumänische Sängerin und Schauspielerin
- Hristea, Camelia-Elena (* 1991), rumänische Tennisspielerin
- Hristić, Stevan (1885–1958), jugoslawischer Komponist
- Hristodulo, Anastas, serbischer Rechtsanwalt, Gymnastikenthusiast und Fußballpionier
- Hristov, Aleksandar (1914–2000), jugoslawischer bzw. mazedonischer Rechtswissenschaftler
- Hrivík, Marek (* 1991), slowakischer Eishockeyspieler
- Hrivňák, Peter (* 1965), tschechoslowakischer Boxer

### Hrk
- Hrkać, Miljenko (1947–1978), angeblicher jugoslawischer Terrorist
- Hrkac, Tony (* 1966), kanadischer Eishockeyspieler und -scout
- Hrkalović, Emir (* 1991), serbischer Biathlet

### Hrn
- Hrncir, Peter, österreichisch-australischer Fußballspieler
- Hrnčzyrz, Emma (1873–1923), österreichische Radiererin
- Hrneček, Václav (* 1904), tschechischer Polizist und stellvertretender Kommandant eines Internierungslagers
- Hrnic, Edi (* 2003), dänischer Taekwondoin
- Hrnić, Milo (1946–2023), kroatischer Popsänger
- Hrnjić, Alma (* 1997), bosnische Leichtathletin
- Hrnjiček, Branislav (1908–1964), jugoslawischer Fußballspieler und -trainer

### Hro
- Hrobat, Miha (* 1995), slowenischer Skirennläufer
- Hrobschitzky von Hrobschitz, Hieronymus der Jüngere († 1603), tschechischer Adliger
- Hroch, Miroslav (* 1932), tschechischer Historiker
- Hroch, Thomas, österreichischer Filmproduzent
- Hrochová, Tereza (* 1996), tschechische Mittel- und Langstreckenläuferin
- Hrodegh, Anton (1875–1926), österreichischer Pfarrer und Prähistoriker
- Hrodgaud († 776), Herzog von Friaul (774–776)
- Hrojsman, Wolodymyr (* 1978), ukrainischer PolitikerWolodymyr Hrojsman (* 1978)

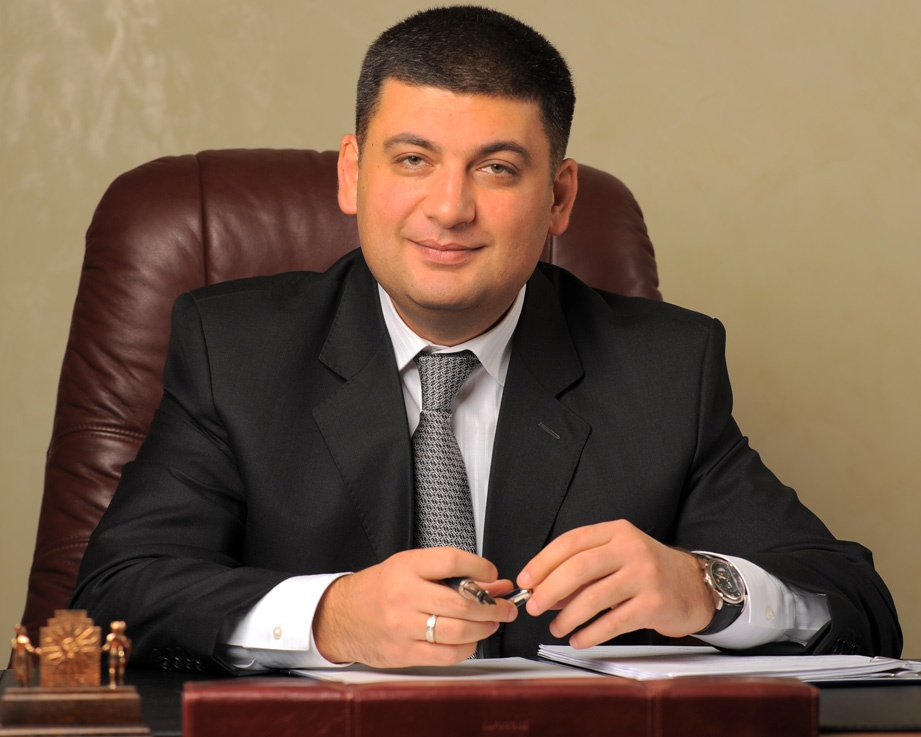
Wolodymyr Hrojsman (* 1978)

- Hromada, Anton (1841–1901), böhmischer Theaterschauspieler und Sänger (Bariton)
- Hromádka, Josef (1889–1969), tschechischer Geistlicher, evangelisch-lutherischer Theologe
- Hromádka, Josef (* 1936), tschechoslowakischer Theologe und Ministerpräsident
- Hromádka, Karel (1905–1978), tschechoslowakischer Eishockeyspieler
- Hromadka, Wolfgang (* 1937), deutscher Jurist und Professor an der Universität Passau
- Hromádko, Adam (* 1995), tschechischer Grasskiläufer
- Hromádko, Michal (* 1992), tschechischer Grasskiläufer
- Hromádko, Radovan (* 1967), tschechischer Fußballspieler
- Hromatka, Otto (1905–1999), österreichischer Chemiker und Hochschullehrer
- Hromjak, Steve (* 1930), US-amerikanischer Radrennfahrer
- Hromkovič, Juraj (* 1958), slowakischer Informatiker
- Hron, Hellmuth (1933–2002), österreichischer Schauspieler
- Hron, Jan (* 1941), tschechischer Agrarwissenschaftler
- Hron, John (1981–1995), schwedischer Jugendlicher, Mordopfer
- Hron, Karel (1927–2010), tschechischer Organist und Musikpädagoge
- Hrončeková, Veronika (* 1990), slowakische Volleyballnationalspielerin
- Hronek, Filip (* 1997), tschechischer Eishockeyspieler
- Hronek, Josef (1921–2004), tschechoslowakischer Fußballspieler
- Hronek, Tim (* 1995), deutscher Freestyle-Skisportler
- Hronek, Veronique (* 1991), deutsche Skirennläuferin
- Hrošovský, Patrik (* 1992), slowakischer Fußballspieler
- Hroß, Helmut (1930–2019), deutscher Pädagoge und Autor
- Hrot, Dsjanis (* 1984), russisch-belarussischer Eishockeyspieler
- Hrothgar, dänischer Sagenkönig
- Hrotsvit, Autorin des FrühmittelaltersHrotsvit

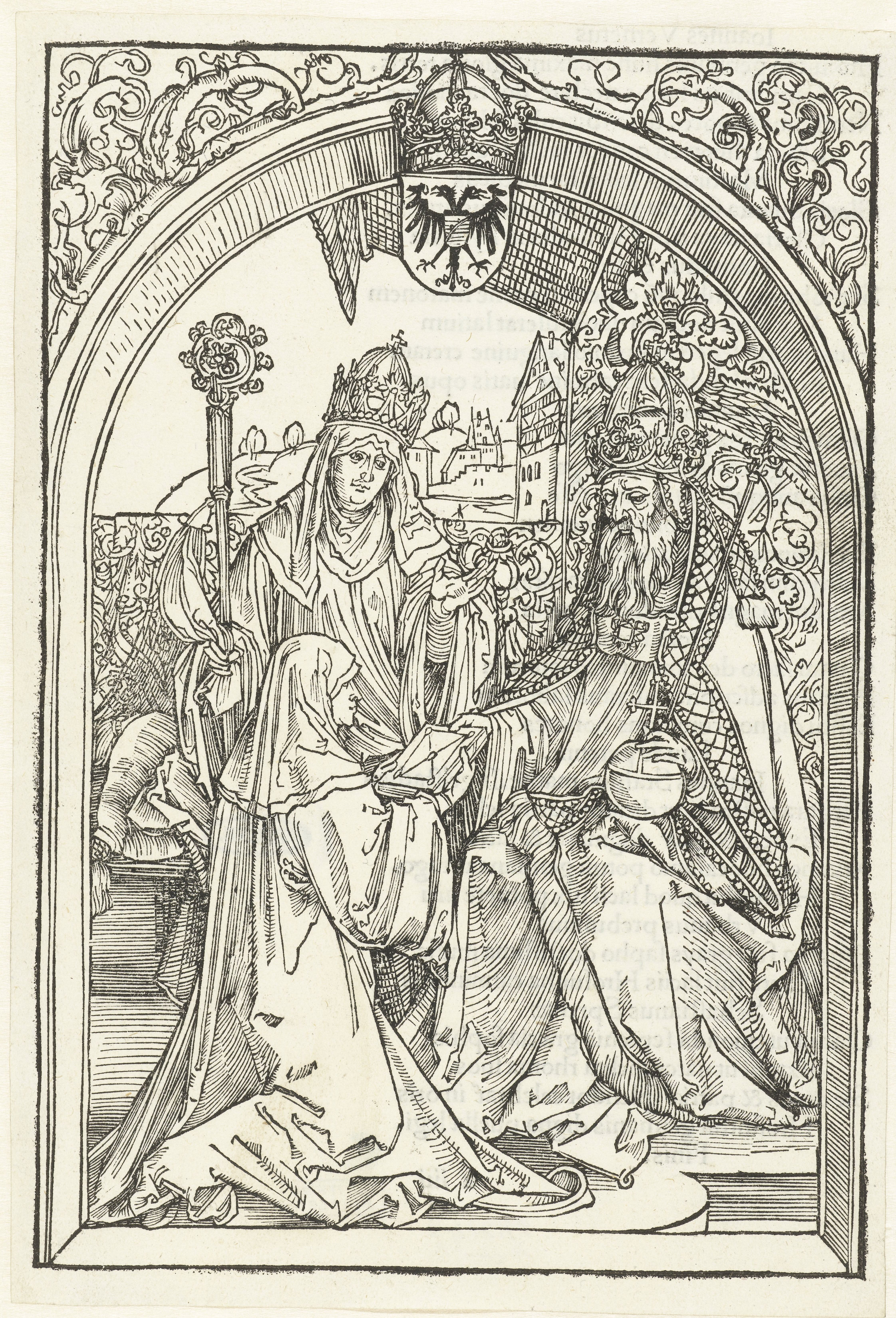
Hrotsvit

- Hrouda, Barthel (1929–2009), deutscher Vorderasiatischer Archäologe
- Hrovat, Andy (* 1980), US-amerikanischer Ringer
- Hrovat, Edith (* 1956), österreichische Judoka
- Hrovat, Meta (* 1998), slowenische Skirennläuferin
- Hrovat, Urška (* 1974), slowenische Skirennläuferin
- Hrozenská, Stanislava (* 1982), slowakische Tennisspielerin
- Hroznata von Ovenec († 1217), Märtyrer
- Hrozný, Bedřich (1879–1952), tschechischer Sprachwissenschaftler und OrientalistBedřich Hrozný (1879–1952)

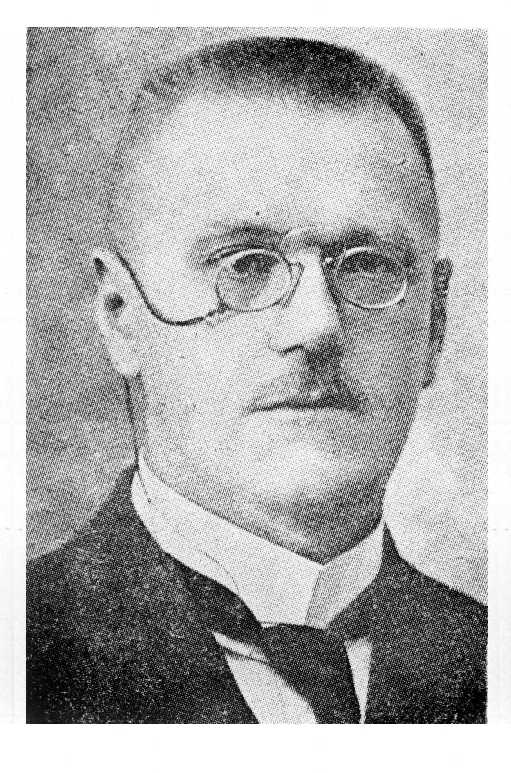
Bedřich Hrozný (1879–1952)

### Hrs
- Hršak, Damir (* 1969), kroatischer Metallurg und Politiker (HL)
- Hršel, Emil (1901–1972), tschechischer Diplomat
- Hrstić, Matej (* 1996), bosnisch-kroatischer Handballspieler
- Hrstić, Srđan (* 2003), serbischer Fußballspieler
- Hrstka, Jakub (* 1990), tschechischer Handballspieler
- Hrstka, Michael (* 1986), deutsch-tschechischer Eishockeyspieler
- Hrstková, Lucie (* 1981), tschechische Skirennläuferin

### Hru
- Hruadlaug, Äbtissin von Münsterschwarzach
- Hrubá, Berta (1946–1998), tschechoslowakische Hockeyspielerin
- Hrubá, Michaela (* 1998), tschechische Hochspringerin
- Hrubá-Freiberger, Věnceslava (* 1945), tschechisch-deutsche Sängerin (Sopran)
- Hruban, Zdenek (1921–2011), US-amerikanischer Mediziner und Pathologe
- Hrubant, Manfred (* 1955), österreichischer Schriftsteller
- Hrubesch, Christian (* 1951), österreichischer Politiker (FPÖ), Landtagsabgeordneter, Mitglied des Bundesrates
- Hrubesch, Horst (* 1951), deutscher Fußballspieler und -trainerHorst Hrubesch (* 1951)

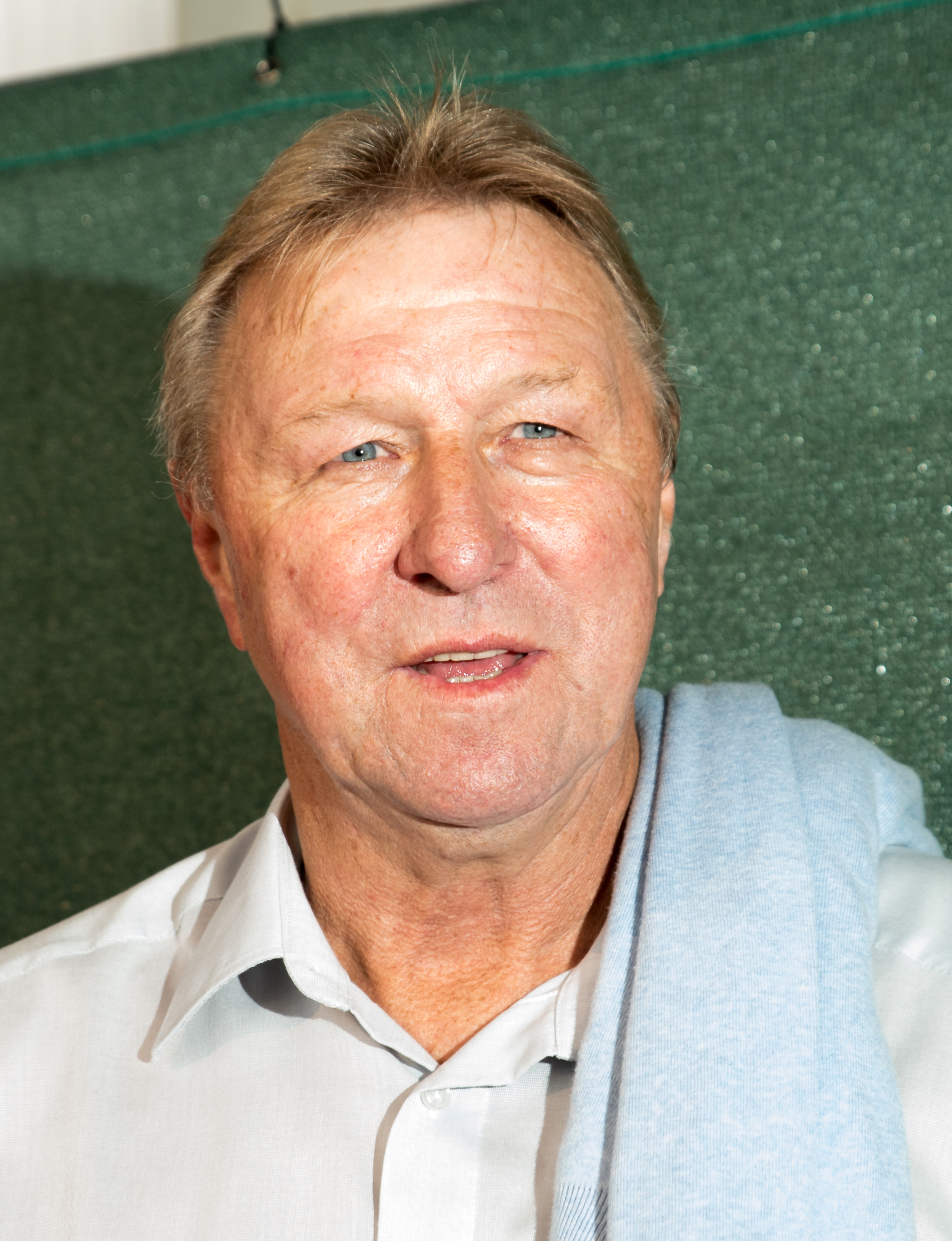
Horst Hrubesch (* 1951)

- Hrubešová, Markéta (* 1972), tschechische Schauspielerin
- Hrubín, František (1910–1971), tschechischer Schriftsteller
- Hrubiško, Mikulás (1917–2005), slowakischer Hämatologe und Onkologe
- Hruboň, Anton (* 1989), slowakischer Historiker
- Hrubý z Jelení, Řehoř († 1514), tschechischer Schriftsteller, Übersetzer und Humanist
- Hruby, Elisabeth (1871–1948), deutsche Schauspielerin
- Hruby, Jill (* 1959), US-amerikanische Maschinenbauingenieurin und Regierungsbeamte
- Hrubý, Josef (1906–1988), tschechoslowakischer Architekt und Grafiker
- Hrubý, Karel (1910–1962), tschechischer Universitätsprofessor, Genetiker, Naturforscher, Botaniker und Entomologe
- Hruby, Kurt (1921–1992), österreichischer Theologe und Autor
- Hrubý, Ladislav (* 1934), tschechoslowakischer Skilangläufer
- Hruby, Margarete (1897–1966), österreichische Schauspielerin
- Hrubý, Michael (* 1950), österreichischer Pianist und Hochschullehrer
- Hrubý, Petr (* 1974), tschechisch-deutscher Eishockeyspieler
- Hrubý, Petr (* 1980), tschechischer Handballspieler
- Hrubý, Tomáš (* 1986), tschechischer Filmproduzent
- Hruby, Victor J. (* 1938), US-amerikanischer Chemiker
- Hruby, Walter (* 1947), österreichischer Radiologe
- Hrudey, Kelly (* 1961), kanadischer Eishockeytorwart
- Hrunčáková, Viktória (* 1998), slowakische Tennisspielerin
- Hrunskyj, Mykola (1872–1951), ukrainischer Philologe und Universitätsrektor
- Hruotland († 778), Graf der bretonischen Mark (früher auch: britannische Mark) im Frankenreich Karls des Großen
- Hrůša, Jakub (* 1981), tschechischer Dirigent und Sohn des Architekten Petr Hrůša
- Hruščák, Patrik (* 1989), slowakischer Handballspieler
- Hruschawy, Henads (1950–2014), belarussischer Philosoph und Politiker
- Hruschewska, Kateryna (1900–1943), ukrainische Kulturwissenschaftlerin, Ethnosoziologin und Volkskundlerin
- Hruschewska, Marija-Iwanna (1868–1948), ukrainische Lehrerin und Übersetzerin
- Hruschewska, Olha (1878–1961), ukrainische Literaturwissenschaftlerin
- Hruschewskyj, Mychajlo (1866–1934), ukrainischer Historiker, Politiker und Aktivist in der ukrainischen NationalbewegungMychajlo Hruschewskyj (1866–1934)

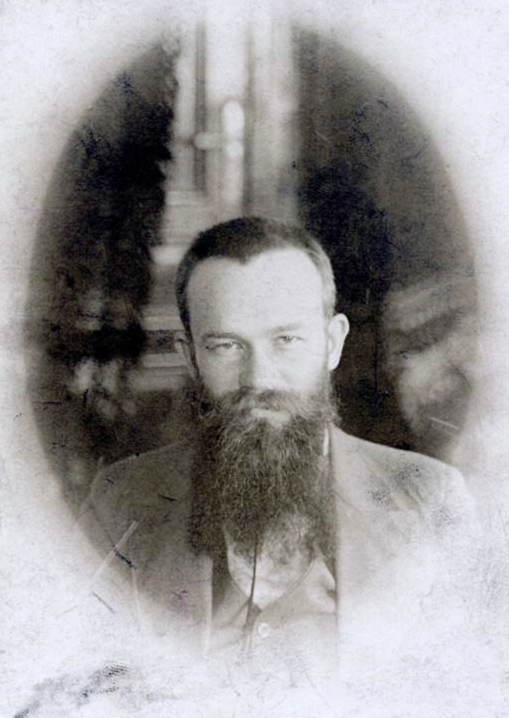
Mychajlo Hruschewskyj (1866–1934)

- Hruschewskyj, Oleksandr (1877–1943), ukrainischer Historiker, Literaturhistoriker und Literaturkritiker, Ethnograph, Journalist und Politiker
- Hruschewskyj, Serhij (1830–1901), ukrainischer Slawist und Pädagoge
- Hruschezkaja, Nastassja (* 1984), belarussische Biathletin
- Hruschezkyj, Iwan (1904–1982), ukrainisch-sowjetischer Politiker, Vorsitzender des Obersten Sowjets der Ukraine (1972–1976)
- Hruschka, Annie (1867–1929), österreichische Schriftstellerin
- Hruschka, Eduard (1870–1935), österreichisch-rumänischer Politiker, Mitglied des Österreichischen Abgeordnetenhauses
- Hruschka, Ella (1851–1912), österreichische Lehrerin, Publizistin und Zeitungsgründerin
- Hruschka, Erhard (1931–2012), deutscher Städtestatistiker
- Hruschka, Franz von (1819–1888), österreichischer Major und Erfinder der Honigschleuder
- Hruschka, Joachim (1935–2017), deutscher Rechtswissenschaftler und Rechtsphilosoph
- Hruschka, Rudolf (1881–1961), Pädagoge und Heimatforscher
- Hruschko, Switlana (* 1992), ukrainische Fußballschiedsrichterassistentin
- Hruschyna, Elena (* 1975), ukrainische Eiskunstläuferin
- Hrushovski, Ehud (* 1959), israelischer Mathematiker
- Hrušínská, Kristýna (* 1985), tschechische Schauspielerin
- Hrušínský, Jan (* 1955), tschechischer SchauspielerJan Hrušínský (* 1955)

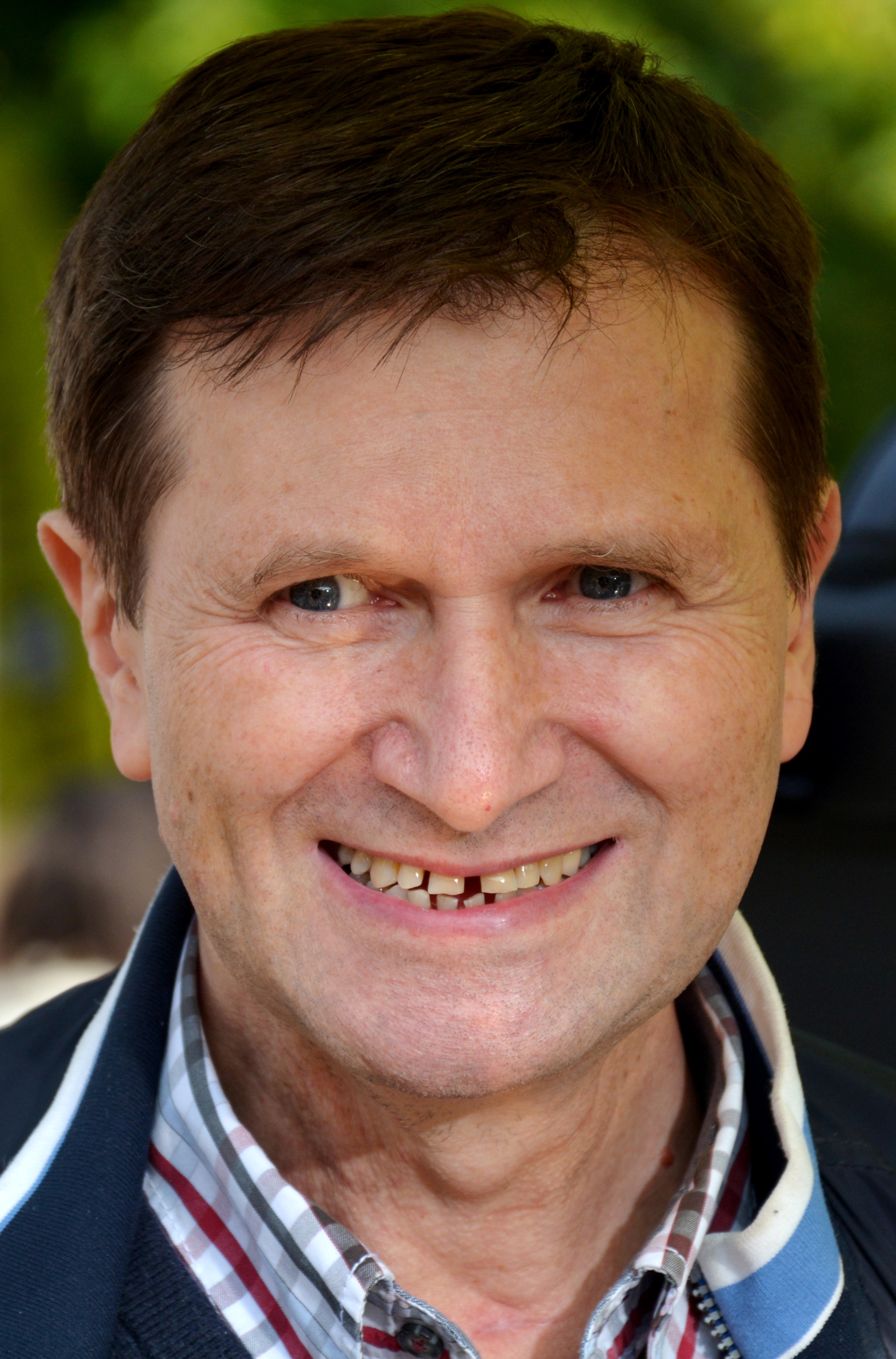
Jan Hrušínský (* 1955)

- Hrušínský, Rudolf der jüngste (* 1970), tschechischer Schauspieler
- Hrušínský, Rudolf junior (* 1946), tschechischer Schauspieler
- Hrušínský, Rudolf senior (1920–1994), deutsch-tschechischer Schauspieler
- Hruska, Arthur (1880–1971), österreichischer Zahnarzt und Botaniker
- Hruška, Blahoslav (1945–2008), tschechischer Archäologe und Altorientalist
- Hruška, David (* 1977), tschechischer Eishockeyspieler
- Hruska, Franz (1888–1977), deutscher Politiker (SPD), MdL
- Hruška, Friedrich-Theodor (1930–2013), deutscher Politiker (FDP), MdL
- Hruška, Jan (* 1975), tschechischer Radrennfahrer
- Hruska, Ladislaus (1912–1983), österreichischer Architekt
- Hruška, Luboš (1927–2007), tschechischer Soldat und politischer Gefangener in der Tschechoslowakei
- Hruška, Petr (* 1964), tschechischer Lyriker und Literaturwissenschaftler
- Hruska, Roman (1904–1999), US-amerikanischer Politiker
- Hruska, Rudolf (1915–1995), österreichischer Automobilkonstrukteur
- Hruška, Zdeněk (* 1954), tschechischer Fußballspieler und -trainer
- Hrušková, Květa (1925–2012), tschechische Tischtennisspielerin
- Hruškovič, Miloslav (1925–1992), tschechoslowakischer Politiker
- Hrušovský, Dominik (1926–2016), slowakischer Geistlicher, römisch-katholischer Erzbischof und Diplomat
- Hrušovský, Ivan (1927–2001), slowakischer Komponist
- Hrušovský, Pavol (* 1952), slowakischer Politiker und ehemaliger Vorsitzender des slowakischen Parlaments
- Hrustanovic, Amer (* 1988), österreichischer Ringkämpfer
- Hrustić, Ajdin (* 1996), australisch-bosnischer FußballspielerAjdin Hrustić (* 1996)

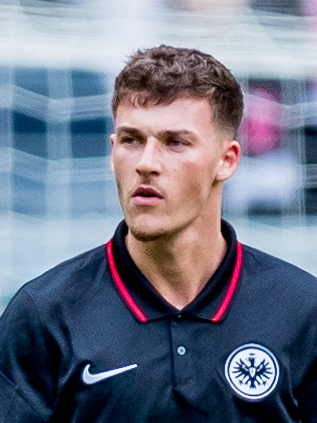
Ajdin Hrustić (* 1996)

- Hrutka, János (* 1974), ungarischer Fußballspieler
- Hruza, Ernst (1856–1909), österreichischer Rechtshistoriker
- Hruza, Heinz (* 1930), österreichischer Barpianist
- Hruza, Karel (* 1961), tschechisch-deutscher Historiker
- Hruza, Leopold (1852–1924), österreichischer Politiker
- Hrůza, Vladimír (* 1960), tschechoslowakischer Radrennfahrer
- Hruza, Wolodymyr (* 1976), ukrainischer Geistlicher und griechisch-katholischer Weihbischof in Lemberg
- Hrúzik, František (1927–2021), tschechoslowakischer Reiter
- Hrúziková, Linda (* 1987), slowakische Squashspielerin

### Hrv
- Hrvat, Rajko (* 1986), slowenischer Ruderer
- Hrvatin, Ema (* 2000), slowenische Handballspielerin
- Hrvatin, Mateo (* 1980), kroatischer Handballspieler
- Hrvatin, Rene (* 2006), slowenischer Fußballspieler
- Hrvy (* 1999), englischer Sänger und Fernsehmoderator

### Hry
- Hryb, Metschyslau (* 1938), belarussischer Politiker, Präsident von Belarus
- Hryb, Tamasch (1895–1938), belarussischer Schriftsteller und Politiker
- Hrybacz, Jerzy (1927–2013), polnischer Politiker, Mitglied des Sejm
- Hrybowytsch, Wassyl (* 1970), ukrainischer Skispringer
- Hrycaniuk, Adam (* 1984), polnischer Basketballspieler
- Hrycuik, Jim (* 1949), kanadischer Eishockeyspieler
- Hryha, Laryssa (* 1984), ukrainische Badmintonspielerin
- Hryhorak, Demetrius (* 1956), ukrainischer Ordensgeistlicher, Bischof von Butschatsch
- Hryhorenko, Hryzko (1867–1924), ukrainische Schriftstellerin
- Hryhorenko, Kateryna (* 1985), ukrainische Skilangläuferin
- Hryhorenko, Natalja (* 1986), ukrainische Schachspielerin
- Hryhorenko, Olexandr (* 1988), ukrainischer Straßenradrennfahrer
- Hryhorjeu, Aljaksandr (* 1955), sowjetisch-belarussischer Hochspringer
- Hryhorjew, Matwij (1884–1919), Ataman und Offizier der zaristischen Armee, anarchistischer Bauernführer
- Hryhorjewa, Kazjaryna (* 1980), belarussische Biathletin
- Hryhorjewa, Natalija (* 1962), ukrainisch-sowjetische Hürdenläuferin
- Hryhorowytsch-Barskyj, Iwan (1713–1791), Architekt des Ukrainischen Barocks
- Hryhortschuk, Rostyslaw (* 1953), russischer Mathematiker
- Hryhoryschyn, Kostjantyn (* 1965), ukrainisch-russischer Geschäftsmann
- Hryn, Serhij (* 1981), ukrainischer Ruderer
- Hrynchyshyn, Michel (1929–2012), kanadischer Ordensgeistlicher, Apostolischer Exarch von Frankreich
- Hrynda, Karl (* 1950), deutscher Fußballtorwart
- Hrynewitsch, Sjarhej (* 1960), belarussischer Künstler
- Hrynewytsch, Lilija (* 1965), ukrainische Lehrerin und Politikerin
- Hrynewytschewa, Katrja (1875–1947), ukrainische Schriftstellerin
- Hryniewiecki, Jerzy (1908–1989), polnischer Architekt, Stadtplaner, Hochschullehrer und Sejm-Abgeordneter
- Hryniewiecki, Zdzisław (1938–1981), polnischer Skispringer
- Hryniewski, Jerzy (1895–1978), polnischer Politiker, Mitglied des Sejm und Ministerpräsident der Polnischen Exilregierung
- Hryniw, Witalij (* 1995), ukrainischer Radsportler
- Hrynko, Hryhorij (1890–1938), ukrainisch-sowjetischer Politiker
- Hrynko, Mykola (1920–1989), sowjetischer Schauspieler
- Hryntschak, Alexander (1891–1974), österreichischer Jurist und Politiker (CSP), Abgeordneter zum Nationalrat
- Hryntschak, Theodor (1889–1952), österreichischer Urologe und Chirurg
- Hryschtschenko, Kostjantyn (* 1953), ukrainischer Diplomat und Politiker
- Hryschtschenko, Oleksa (1883–1977), ukrainischer Maler, Aquarellist, Schriftsteller und Kunstkritiker
- Hryschtschenko, Ruslan (* 1981), ukrainischer Radrennfahrer
- Hryschtschuk, Oksana (* 1977), ukrainische Verfassungsrichterin und Hochschullehrerin
- Hryschutina, Kristina (* 1992), ukrainische Weitspringerin
- Hryschyn, Aljaksej (* 1979), belarussischer Freestyle-Skisportler
- Hrytsak, Jaroslaw (* 1960), ukrainischer Historiker und Publizist
- Hrytsak, Rob (* 1965), kanadischer Eishockeyspieler
- Hrywko, Andrij (* 1983), ukrainischer Radrennfahrer
- Hryzaj, Dmytro (1907–1945), ukrainischer Partisanenführer
- Hryzak, Wassyl (* 1967), ukrainischer Geheimdienstchef
- Hryzenko, Anatolij (* 1957), ukrainischer Militär und Politiker

### Hrz
- Hrzán, Jiří (1939–1980), tschechoslowakischer Schauspieler
- Hrzánová, Barbora (* 1964), tschechische Schauspielerin und Sängerin
- Hrženjak, Juraj (1917–2020), jugoslawischer bzw. kroatischer Politiker, Richter, Publizist und Verbandsfunktionär